# 歴史学部
歴史学部（れきしがくぶ）は、大学に置かれる学部の一つであり、歴史学を教育研究することを目的とする。
ただし、日本で歴史学部を置く大学は佛教大学だけであり、日本の大学のほとんどでは、歴史学の教育研究は独立した歴史学部ではなく、文学部史学科または類似の学科で行われている。なお、日本の大学で最初の史学科は東京大学文学部史学・哲学及政治学科であり、私立大学では立正大学文学部史学科である。

## 概要
歴史学部、文学部史学科、およびその類似の学科は、過去から現代に至る人間の営みを見つめ、それを通して現代社会と能動的に向き合い、様々な問題解決に歴史的な分析手法で立ち向かう総合力・判断力、また実践力を備えた人材育成を行う。そのために人々の残した文献・記録（古文書・古記録）などの解読や方法、また地域や遺跡などのフィールドワーク（実地調査）や分析手法などを学ぶ。
日本の大学においては、中学校教諭一種免許状（社会科）や高等学校教諭一種免許状（地理歴史）をはじめ、博物館学芸員資格、図書館司書資格などを取得できる。そのため、将来的に教育者や学芸員、研究者などを志す学生が多く在籍する。研究者を目指す場合は卒業後に大学院へ進学する場合が多い。また教員志望者も専門性を高めるために大学院へ進学し、中学校教諭専修免許状（社会）や高等学校教諭専修免許状（地理歴史）を取得する者もいる。

## 歴史学部を持つ日本の大学
- 佛教大学歴史学部（歴史学科、歴史文化学科）

## 歴史学科および類似の学科を持つ日本の大学

### 国立大学
- 大阪大学文学部（人文学科）
- 九州大学文学部（人文学科）
- 京都大学文学部（人文学科）
- 熊本大学文学部（歴史学科）
- 神戸大学文学部（人文学科）
- 埼玉大学教養学部（教養学科）
- 島根大学法文学部（社会文化学科）
- 信州大学人文学部（人文学科）
- 千葉大学文学部（人文学科）
- 筑波大学人文・文化学群（人文学類）
- 東京大学文学部（歴史文化学科）
- 東北大学文学部（人文社会学科）
- 名古屋大学文学部（人文学科）
- 北海道大学文学部（人文科学科）
- 琉球大学国際地域創造学部（国際地域創造学科地域文化科学プログラム）

### 公立大学
- 愛知県立大学日本文化学部（歴史文化学科）
- 大阪公立大学文学部（哲学歴史学科）
- 京都府立大学文学部（歴史学科）

### 私立大学
- 愛知学院大学文学部（歴史学科）
- 青山学院大学文学部（史学科）
- 大阪大谷大学文学部（歴史文化学科）
- 大谷大学文学部（歴史学科）
- 大手前大学総合文化学部（総合文化学科）
- 学習院大学文学部（史学科）
- 神奈川大学国際日本学部（歴史民俗学科）
- 金沢学院大学文学部（文学科）
- 関西大学文学部（総合人文学科）
- 関西学院大学文学部（文化歴史学科）
- 京都精華大学国際文化学部（人文学科）歴史専攻
- 京都先端科学大学人文学部（歴史文化学科）
- 京都橘大学文学部（歴史学科、歴史遺産学科）
- 近畿大学文芸学部（文化・歴史学科）
- 慶應義塾大学文学部（人文社会学科）
- 皇學館大学文学部（国史学科）
- 甲南大学文学部（歴史文化学科）
- 國學院大學文学部（史学科）
- 国士舘大学文学部（史学・地理学科）
- 駒澤大学文学部（歴史学科）
- 就実大学人文科学部（総合歴史学科）
- 淑徳大学人文学部（歴史学科）
- 上智大学文学部（史学科）
- 成城大学文芸学部（文化史学科）
- 専修大学文学部（歴史学科）
- 相愛大学人文学部（人文学科）歴史・サブカルチャー専攻
- 大正大学文学部（歴史学科）
- 大東文化大学文学部（歴史文化学科）
- 中央大学文学部（人文社会学科）
- 中京大学文学部（歴史文化学科）
- 中部大学文学部（歴史地理学科）
- 鶴見大学文学部（文化財学科）
- 帝京大学文学部（史学科）
- 天理大学人文学部（歴史文化学科）
- 東海大学文学部（歴史学科）
- 東北学院大学文学部（歴史学科）
- 東洋大学文学部（史学科）
- 同志社大学文学部（文化史学科）
- 奈良大学文学部（史学科、文化財歴史学科）
- 日本大学文理学部（史学科）
- 花園大学文学部（日本史学科、文化遺産学科）
- 別府大学文学部（史学・文化財学科）
- 福岡大学人文学部（歴史学科）
- 法政大学文学部（史学科）
- 明治大学文学部（史学地理学科）
- 立教大学文学部（史学科）
- 立正大学文学部（史学科）
- 立命館大学文学部（人文学科）
- 龍谷大学文学部（歴史学科）
- 早稲田大学文学部（文学科）

### 国立女子大学
- お茶の水女子大学文教育学部（人文科学科）
- 奈良女子大学文学部（人文社会学科）

### 私立女子大学
- 川村学園女子大学文学部（史学科）
- 京都女子大学文学部（史学科）
- 神戸女学院大学文学部（総合文化学科）
- 神戸女子大学文学部（史学科）
- 実践女子大学文学部（美学美術史学科）
- 昭和女子大学人間文化学部（歴史文化学科）
- 聖心女子大学文学部（歴史社会学科）
- 清泉女子大学文学部（文化史学科）
- 東京女子大学現代教養学部（人文学科）
- 日本女子大学文学部（史学科）
- 藤女子大学文学部（文化総合学科）
- 武庫川女子大学文学部（歴史文化学科）：2024年開設